# Kleiner Saynbach
Der Kleine Saynbach ist ein 17 Kilometer langer linker Zufluss der Sayn bei Ellenhausen und Oberhaid. Er durchfließt den rheinland-pfälzischen Westerwaldkreis.

## Geographie

### Verlauf
Der Kleine Saynbach entspringt etwa 15 km nordöstlich der Montabaurer Höhe und südöstlich von Obersayn, einem Ortsteil von Rothenbach, an der Elbinger Lei auf einer Höhe von 442 m ü. NHN. 
Von hier fließt er kurz nach Norden Richtung Obersayn, unterfließt die Bundesstraße 255 und verläuft danach in südwestlicher Richtung an den südöstlichen Ausläufern des Helleberg nach Arnshöfen, wo er die Bundesstraße 8 unterquert, und dann nach Kuhnhöfen. Danach tritt er in das Gemeindegebiet von Niedersayn ein und fließt entlang der Ortsteile Karnhöfen, Blaumhöfen und Niedersayn nach Helferskirchen, wo er nördlich auf den Ortsteil Niederdorf trifft. 

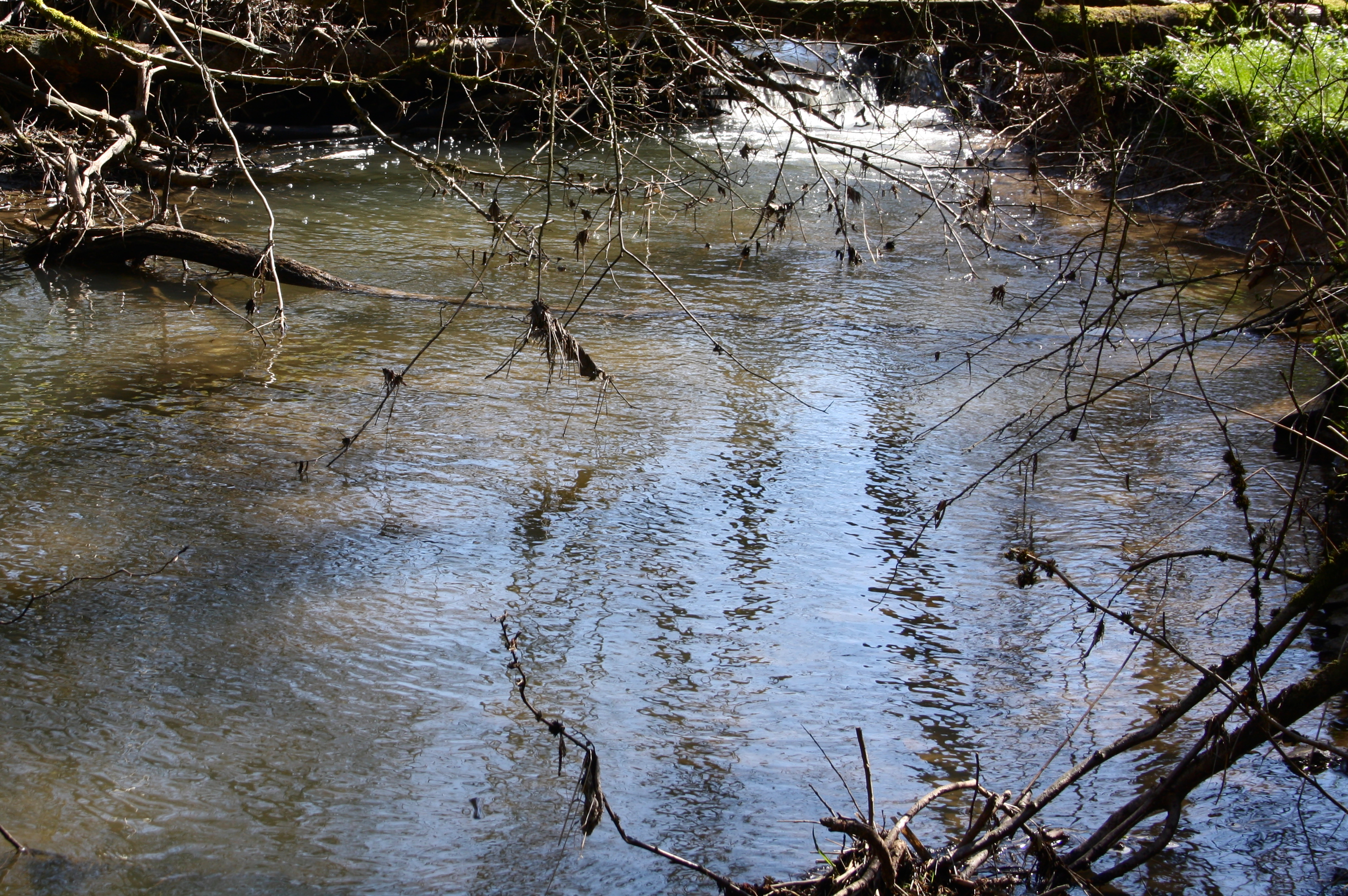
Der Bach vor dem Viadukt in Nordhofen
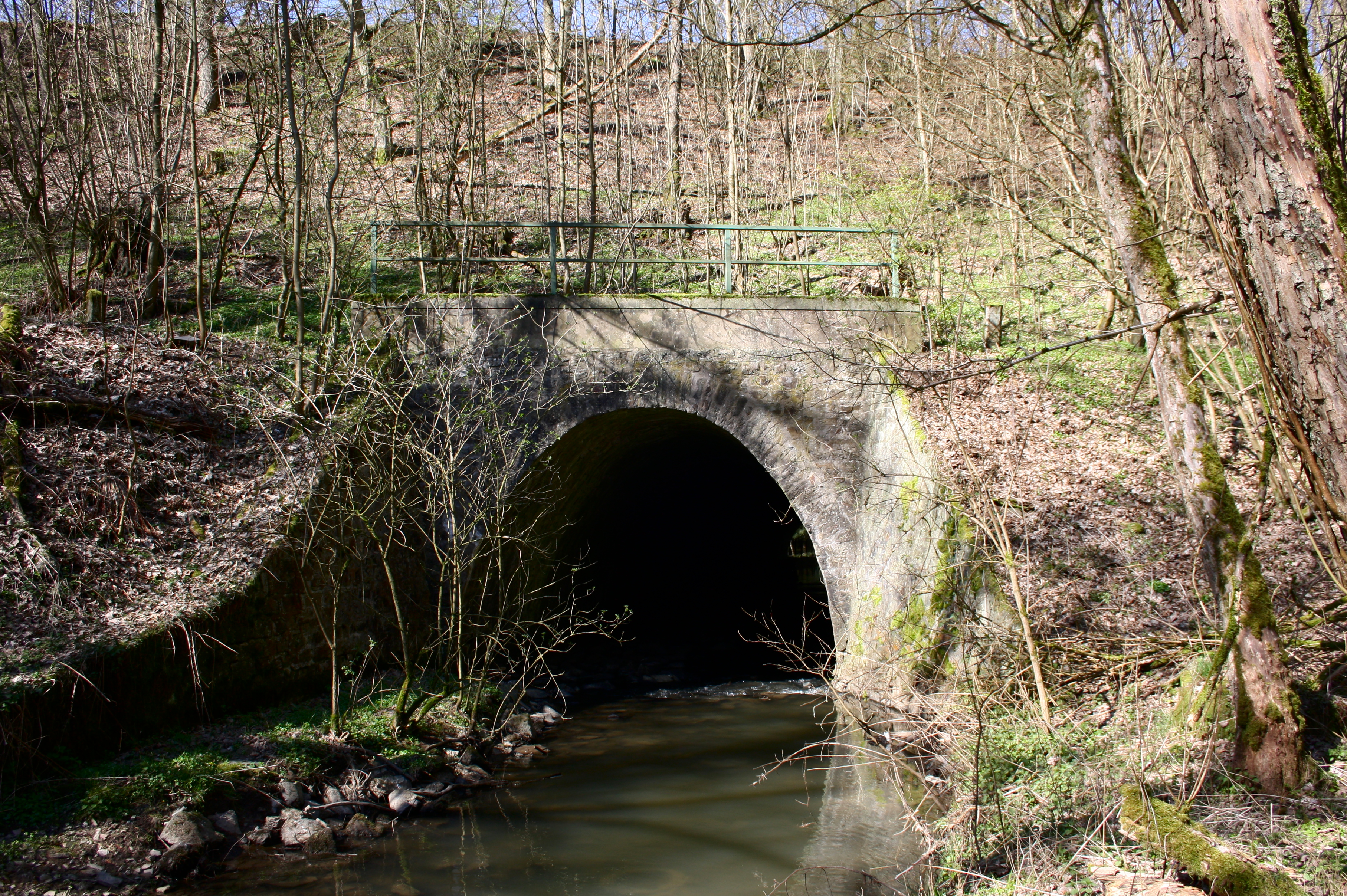
Das Viadukt von Nordhofen

Weiter nach Südwesten fließend erreicht er die Gemeinden Quirnbach und Vielbach, danach tritt er in das südliche Gemeindegebiet von Nordhofen ein, wo er unter dem Viadukt von Nordhofen, einem Viadukt an der Teilstrecke Holzbachtalbahn Siershahn–Altenkirchen der Bahnstrecke Engers–Au, verläuft und bei der Mausmühle in das Gemeindegebiet von Oberhaid eintritt. 
Er fließt kurz nördlich an Oberhaid vorbei und tritt auf einer Höhe von ungefähr 221 m ü. NHN südlich von Ellenhausen als linker Nebenfluss in die Sayn ein.
Der etwa 16,5 Kilometer lange Lauf des Kleinen Saynbachs endet ungefähr 221 Höhenmeter unterhalb seiner Quelle, er hat somit ein mittleres Sohlgefälle von etwa 13 ‰.

### Einzugsgebiet
Das 33,75 km² große Einzugsgebiet des Kleinen Saynbachs liegt im Westerwald und wird durch ihn über den Saynbach und den Rhein zur Nordsee entwässert.
Es grenzt
- im Nordosten an das Einzugsgebiet des Enspeler Bachs, der über die Nister und die Sieg (Fluss) in den Rhein entwässert,
- im Osten an das des Elbbachs, der in den Rheinzufluss Lahn mündet,
- im Südosten an das des Ahrbachs, der in den Gelbach mündet,
- im Süden an das des Glebachs direkt, der in die Lahn mündet,
- im Südwesten an das des Masselbachs, der über den Brexbach in den Saynbach entwässert und
- im Norden an das des Saynbachs direkt.

Die höchste Erhebung ist der Kaltebaum mit 471,2 m im Nordosten des Einzugsgebiets.

### Zuflüsse
- Etzelbach (von links, südlich von Arnshöfen, 1,18 km, GKZ 271242)
- Beulsteinbach (von links, südlich von Kuhnhöfen, 1,13 km, GKZ 2712432)
- Wolfsbach (von links, bei Niederdorf (Helferskirchen), ca. 1,53 km, GKZ 271244)
- Merzelbach (von links, westlich von Vielbach, ca. 3,13 km, GKZ 2712452)
- Struthbach (von links, südwestlich von Nordhofen, ca. 3,25 km, GKZ 271246)
- Mausmühlbach (rechtsseitiger Abzweig an der Mausmühle, südwestlich von Nordhofen / östlich von Oberhaid, ca. 0,84 km, GKZ 2712494)